# René Sédillot
René Sédillot (ur. 2 listopada 1906 w Orleanie, zm. 21 października 1999 w Paryżu) – francuski historyk i dziennikarz.

## Życiorys
Czterokrotny laureat Nagrody Akademii Francuskiej. Autor wielu książek z historii ekonomii, m.in. ABC inflacji (ABC de l’inflation), Historia złota (Histoire de l’or), Historia franka (Histoire du franc), Historia czarnych rynków (Histoire des marchés noirs), Moralna i niemoralna historia pieniądza (Histoire morale et immorale de la monnaie).